# Mae Marsh
Mae Marsh, nata Mary Wayne Marsh (Madrid, 9 novembre 1894 – Hermosa Beach, 13 febbraio 1968), è stata un'attrice statunitense, la cui carriera durò per oltre 50 anni.
Notevoli le sue interpretazioni nei film Nascita di una nazione (1915) e Intolerance (1916), entrambi di David Wark Griffith.

## Biografia
La sua carriera copre cinquant'anni di storia del cinema. Debuttò negli anni dieci del Novecento poco dopo la sorella Marguerite (1888-1925), venendo diretta da David Wark Griffith e da Mack Sennett, senza avere, contrariamente alla maggior parte degli attori dell'epoca, alcuna esperienza teatrale alle spalle. Nel 1912 recitò in La genesi dell'uomo e in The Sands of Dee, entrambi di Griffith, imponendosi decisamente come sua attrice preferita.
Prese così parte ai successivi film di Griffith Giuditta di Betulla, Ragnatela, Brute Force e soprattutto Nascita di una nazione e Intolerance, del 1916, dove interpreta il ruolo di una madre accusata ingiustamente di omicidio. Lasciò poi Griffith per la Goldwyn Company, ma senza ottenere particolari successi, e nel 1923 tornò con Griffith in La rosa bianca. La sua carriera declinò con il sonoro, come avvenne per tanti attori del muto, ma continuò a girare film, pur in ruoli secondari, come in alcuni diretti John Ford.

## Vita privata
Mae Marsh si sposò nel 1918 con Louis Lee Arms, agente pubblicitario di Sam Goldwyn. Dal matrimonio, durato fino alla morte di lei nel 1968, nacquero tre figli. Il marito morì nel giugno 1989 all'età di 101 anni. Sono sepolti ambedue al Pacific Crest Cemetery di Redondo Beach, in California. Oltre che di Marguerite, Mae Marsh era sorella di Oliver T. Marsh (1892-1941), noto direttore della fotografia, di Mildred Marsh (1898-1975), anch'essa attrice, e della montatrice Frances Marsh (1897-1958). Fu anche zia del sassofonista jazz Warne Marsh.

## Filmografia parziale

### Anni dieci
- Ramona, regia di David W. Griffith – cortometraggio (1910)
- Serious Sixteen, regia di David W. Griffith – cortometraggio (1910)
- Fighting Blood, regia di David W. Griffith – cortometraggio (1911)
- A Siren of Impulse, regia di D. W. Griffith – cortometraggio (1912)
- A Voice from the Deep, regia di Mack Sennett – cortometraggio (1912)
- Those Hicksville Boys, regia di Mack Sennett – cortometraggio (1912)
- Just Like a Woman, regia di David W. Griffith – cortometraggio (1912)
- The Lesser Evil, regia di D. W. Griffith – cortometraggio (1912)
- The Old Actor, regia di D. W. Griffith – cortometraggio (1912)
- A Lodging for the Night, regia di D. W. Griffith – cortometraggio (1912)
- His Lesson, regia di D. W. Griffith – cortometraggio (1912)
- When Kings Were the Law, regia di D. W. Griffith – cortometraggio (1912)
- A Beast at Bay, regia di D. W. Griffith – cortometraggio (1912)
- Home Folks, regia di D. W. Griffith – cortometraggio (1912)
- A Temporary Truce, regia di D. W. Griffith – cortometraggio (1912)
- Lena and the Geese, regia di D. W. Griffith – cortometraggio (1912)
- The Spirit Awakened, regia di D. W. Griffith – cortometraggio (1912)
- The School Teacher and the Waif, regia di D. W. Griffith – cortometraggio (1912)
- La genesi dell'uomo (Man's Genesis), regia di David W. Griffith – cortometraggio (1912)
- The Sands of Dee, regia di D. W. Griffith – cortometraggio (1912)
- The Inner Circle, regia di D. W. Griffith – cortometraggio (1912)
- The Kentucky Girl, regia di George Melford – cortometraggio (1912)
- The Parasite, regia di George Melford – cortometraggio (1912)
- Two Daughters of Eve, regia di David W. Griffith – cortometraggio (1912)
- For the Honor of the Seventh, regia di Reginald Barker (192)
- The Civilian (1912)
- Brutality, regia di D.W. Griffith – cortometraggio (1912)
- Il cappello di Parigi (The New York Hat), regia di D. W. Griffith – cortometraggio (1912)
- The Indian Uprising at Santa Fe, regia di George Melford – cortometraggio (1912)
- Three Friends, regia di David W. Griffith – cortometraggio (1913)
- The Telephone Girl and the Lady, regia di D.W. Griffith – cortometraggio (1913)
- An Adventure in the Autumn Woods, regia di D.W. Griffith – cortometraggio (1913)
- The Tender Hearted Boy, regia di D.W. Griffith – cortometraggio (1913)
- Love in an Apartment Hotel, regia di D.W. Griffith – cortometraggio (1913)
- Broken Ways, regia di David W. Griffith – cortometraggio (1913)
- A Girl's Stratagem, regia di David W. Griffith – cortometraggio (1913)
- Near to Earth, regia di David W. Griffith – cortometraggio (1913)
- Fate, regia di D.W. Griffith – cortometraggio (1913)
- The Perfidy of Mary, regia di D.W. Griffith – cortometraggio (1913)
- The Little Tease, regia di D.W. Griffith – cortometraggio (1913)
- The Lady and the Mouse, regia di D.W. Griffith – cortometraggio (1913)
- If We Only Knew, regia di D.W. Griffith – cortometraggio (1913)
- The Wanderer, regia di David W. Griffith – cortometraggio (1913)
- His Mother's Son, regia di D.W. Griffith – cortometraggio (1913)
- A Timely Interception, regia di D.W. Griffith – cortometraggio (1913)
- The Mothering Heart, regia di D.W. Griffith – cortometraggio (1913)
- Her Mother's Oath, regia di D.W. Griffith – cortometraggio (1913)
- The Sorrowful Shore, regia di D.W. Griffith – cortometraggio (1913)
- The Reformers; or, The Lost Art of Minding One's Business, regia di D.W. Griffith – cortometraggio (1913)
- Two Men of the Desert, regia di D.W. Griffith – cortometraggio (1913)
- For the Son of the House (1913)
- Influence of the Unknown (1913)
- The Girl Across the Way, regia di Christy Cabanne – cortometraggio (1913)
- By Man's Law, regia di Christy Cabanne – cortometraggio (1913)
- The Battle at Elderbush Gulch (1913)
- Giuditta di Betulla (Judith of Bethulia), regia di David W. Griffith (1914)
- The Great Leap: Until Death Do Us Part (1914)
- Apple Pie Mary (1914)
- Brute Force, regia di D.W. Griffith (1914)
- The Broken Bottle (1914)
- The Life of General Villa, regia di Christy Cabanne e Raoul Walsh (1914)
- Amore di madre o Home, Sweet Home, regia di D.W. Griffith (1914)
- The Girl in the Shack, regia di Edward Morrissey – cortometraggio (1914)
- The Swindlers (1914)
- The Escape, regia di D.W. Griffith (1914)
- The Birthday Present, regia di George Hennessy (1914)
- Ragnatela (The Avenging Conscience: or 'Thou Shalt Not Kill'), regia di D.W. Griffith (1914)

- Moonshine Molly (1914)
- Meg of the Mines (1914)
- The Great God Fear (1914)

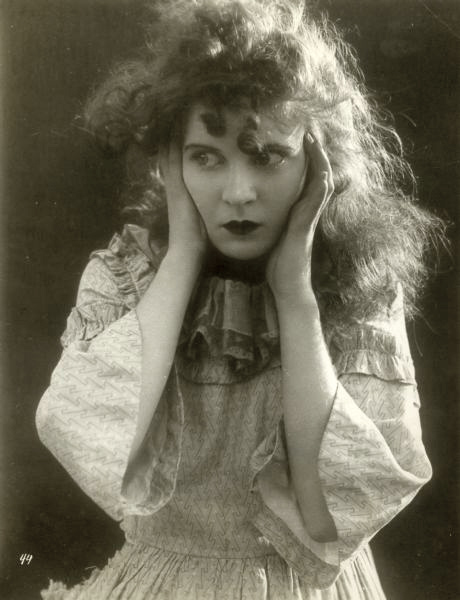
In La nascita di una nazione

- The Genius, regia di Dell Henderson (1914)
- Paid with Interest, regia di Donald Crisp (1914)
- His Lesson, regia di George Siegmann (1915)
- La nascita di una nazione (The Birth of a Nation), regia di David W. Griffith (1915)
- The Outcast, regia di John B. O'Brien (1915)
- La vendetta del fuorilegge (1915)
- The Victim, regia di George Siegmann (1915)

- Her Shattered Idol (1915)
- Hoodoo Ann (1915)

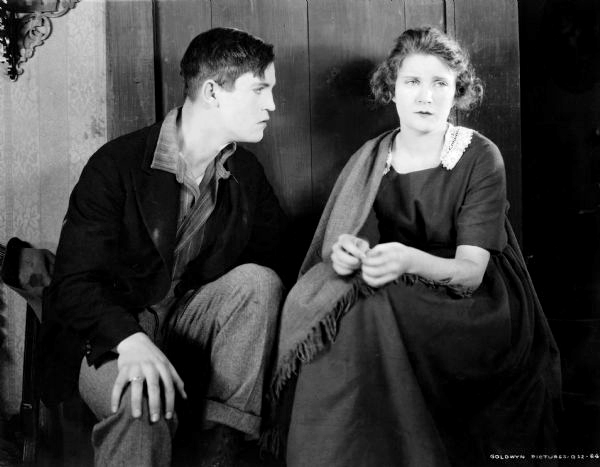
Con Chester Morris in The Beloved Traitor

- A Child of the Paris Streets (1915)
- A Child of the Streets (1915)
- A Wild Girl of the Sierras (1915)
- Intolerance, regia di David W. Griffith (1916)
- The Marriage of Molly-O (1916)
- The Little Liar (1916)
- The Wharf Rat (1916)
- Polly of the Circus, regia di Edwin L. Hollywood e Charles Horan (1917)
- Sunshine Alley , regia di John W. Noble (1917)
- L'uomo della fortuna (The Cinderella Man), regia di George Loane Tucker (1917)
- Fields of Honor, regia di Ralph Ince e John Ince (1918)

- The Beloved Traitor (1918)

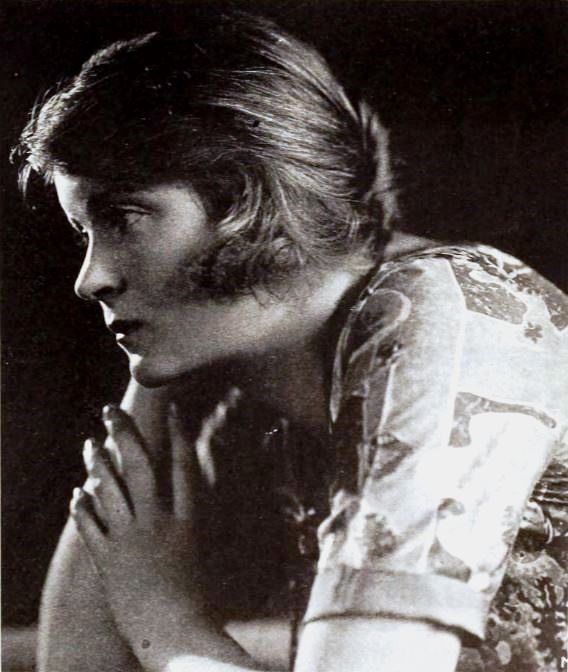
In The Little 'Fraid Lady

- The Face in the Dark, regia di Hobart Henley (1918)
- All Woman, regia di Hobart Henley (1918)
- The Glorious Adventure, regia di Hobart Henley (1918)
- Avidità del danaro (Money Mad), regia di Hobart Henley (1918)
- Stake Uncle Sam to Play Your Hand (1918)

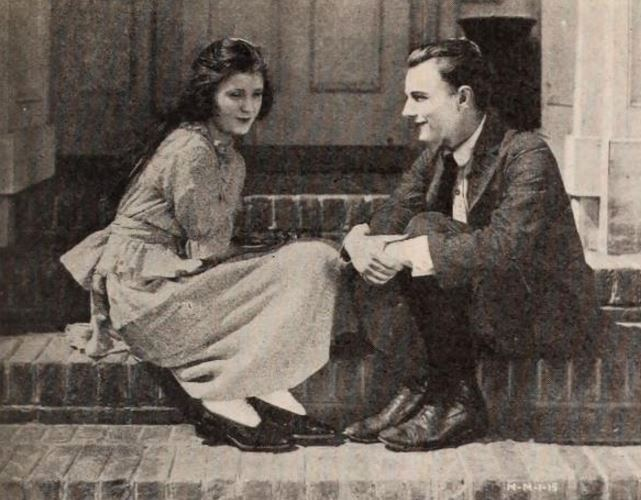
In Nobody's Kid con Paul Willis

- Hidden Fires, regia di George Irving (1918)
- The Racing Strain (1918)
- The Bondage of Barbara (1918)
- Spotlight Sadie (1918)
- The Mother and the Law, regia di D.W. Griffith (1919)

### Anni venti
- The Little 'Fraid Lady (1920)
- Il figlio adottivo (Nobody's Kid), regia di Howard C. Hickman (1921)
- Till We Meet Again, regia di William Christy Cabanne (1922)
- Flames of Passion (1922)
- Paddy the Next Best Thing (1922)
- La rosa bianca (The White Rose), regia di David W. Griffith (1923)
- Daddies, regia di William A. Seiter (1924)
- Arabella, regia di Karl Grune (1924)
- Tides of Passion, regia di J. Stuart Blackton (1925)
- The Rat, regia di Graham Cutts (1925)
- Racing Through (1925)

### Anni trenta
- Over the Hill (1931)
- Rebecca of Sunnybrook Farm, regia di Alfred Santell (1932)
- That's My Boy, regia di Roy William Neill (1932)
- Alice nel Paese delle Meraviglie (Alice in Wonderland), regia di Norman Z. McLeod (1933)
- E adesso pover'uomo? (1933)
- Bachelor of Arts, regia di Louis King (1934)
- Black Fury (1934)
- Hollywood Boulevard (1934)
- La più grande avventura (Drums Along the Mohawk), regia di John Ford (1939)
- Heaven with a Barbed Wire Fence (1939)
- Il canto del fiume (Swanee River), regia di Sidney Lanfield (1939)

### Anni quaranta
- The Man Who Wouldn't Talk (1940)
- Furore (The Grapes of Wrath), regia di John Ford (1940)
- Four Sons (1940)
- Non siamo più bambini
- La via del tabacco (Tobacco Road), regia di John Ford (1941)
- The Cowboy and the Blonde (1941)
- For Beauty's Sake (1941)
- La ribelle del Sud (1941)
- Ciao amici! (Great Guns), regia di Monty Banks (1941)
- La palude della morte (1941)
- Com'era verde la mia valle (1941)
- Echi di gioventù (1941)
- Blue, White and Perfect (1941)
- Il figlio della furia (1941)
- It Happened in Flatbush (1941)
- Destino (1941)
- The Loves of Edgar Allan Poe (1941)
- Michael Shayne va a Broadway (1941)
- The Man in the Trunk, regia di Malcolm St. Clair (1942)
- It's Everybody's War (1942)
- Quiet Please: Murder (1942)
- The Meanest Man in the World, regia di Sidney Lanfield (1943)
- Dixie Dugan  (1943)
- La luna è tramontata (The Moon Is Down), regia di Irving Pichel (1943)
- Tonight We Raid Calais (1943)
- Bernadette (1943)
- La porta proibita (1943)
- La famiglia Sullivan (1943)
- Buffalo Bill (1943)
- Nel frattempo, cara (In the Meantime, Darling), regia di Otto Preminger (1944)
- Un albero cresce a Brooklyn (1944)
- Festa d'amore (1944)
- Donne e diamanti (The Dolly Sisters), regia di Irving Cummings (1945)
- Femmina folle (1945)
- Johnny Comes Flying Home (1946)
- Sfida infernale (1946)
- Schiavo del passato (1947)
- L'amante immortale (1947)
- Il massacro di Fort Apache (1948)
- In nome di Dio - Il texano (1948)
- Lettera a tre mogli (1949)
- Se mia moglie lo sapesse (1949)

### Anni cinquanta e sessanta
- Bill sei grande! (When Willie Comes Marching Home), regia di John Ford (1950)
- Mariti su misura (The Model and the Marriage Broker), regia di George Cukor (1951)
- Girls in Prison, regia di Edward L. Cahn (1956)
- Quando la città dorme (When the City Sleeps), regia di Fritz Lang (1956)
- Il grande sentiero (Cheyenne Autumn), regia di John Ford (1964)

### Televisione
- Bonanza – serie TV, episodio 1x08 (1959)

### Film e documentari su Mae Marsh
- Le dee dell'amore (The Love Goddesses) documentario, regia di Saul J. Turell - filmati di repertorio (1965)